# 玛丽莲·米勒
玛丽莲·米勒（Marilyn Miller；1898年9月1日—1936年4月7日）是一名美国踢踏舞者、歌手和演员，是1920年代至1930年代初期百老汇音乐剧明星之一，扮演的一般是灰姑娘类的角色。她虽然年纪轻轻就功成名就，但是个人生活却并不顺利，身体也不好，37岁因鼻部手术并发症猝死。

## 生平
1898年，她出生于印第安纳州埃文斯维尔，本名玛丽·艾伦·雷诺兹，是电话线员埃德温·雷诺兹（Edwin D. Reynolds）和他的第一任妻子艾达·林恩·汤普森（Ada Lynn Thompson）的小女儿。她四岁就登台表演，并在继父奥斯卡·卡罗·米勒组建的歌舞杂耍表演剧团中巡回演出，改用继父的姓，名则结合本名玛丽和她母亲的中间名林恩而成。1914年，她被李·舒伯特发掘，进入百老汇表演。

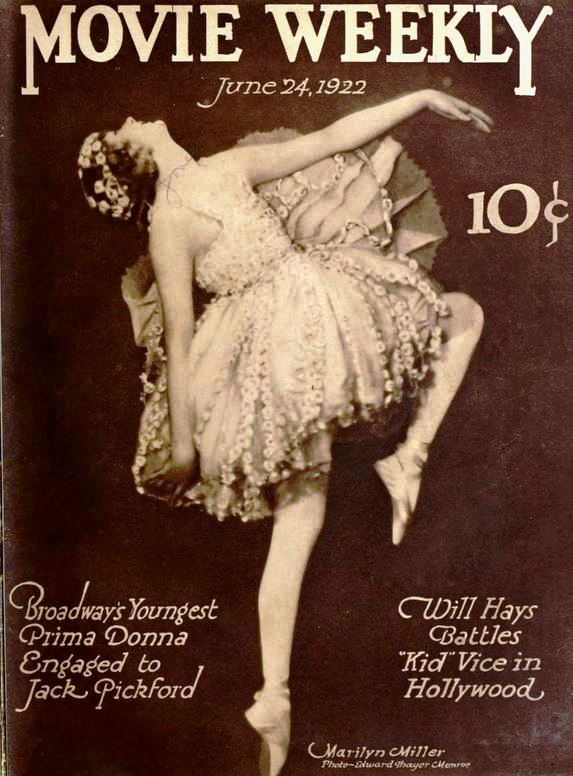
1922年6月24日《电影周刊》（Movie Weekly）封面上的米勒

她也出演过电影，但不如她的舞台生涯那么成功，只在1929年至1931年间拍过3部电影，即《Sally》（1929）、《Sunny》（1930）、《Her Majesty, Love》（1931）。
米勒长期受鼻竇炎折磨，加上酗酒，她的健康状况日益恶化。她于1936年3月上旬进入纽约一家医院，以治疗神经衰弱，4月7日上午在纽约市因鼻腔手术后出现后遗症而逝世。